# Manchester City WFC
Manchester City Women's FC is een Engelse vrouwenvoetbalclub die deel uitmaakt van Manchester City FC en in de FA Women's Super League speelt sinds 2014. De club, die zijn thuiswedstrijden speelt in het Academy Stadium in Manchester, werd in 2016 voor het eerst kampioen van Engeland.

## Geschiedenis
De club werd opgericht in 1988, maar kon pas in 2012 voor het eerst promoveren naar de Women's Premier League. In het seizoen 2012/13 eindigde Manchester City als vierde in die Premier League, waarna ze door de FA werden uitgekozen om de WSL te vervoegen: een heel controversiële beslissing die tegelijk Doncaster Belles degradeerde en het volledige podium van de Premier League (kampioen Sunderland, Watford en Leeds United passeerde, ondanks unanieme protesten van de Super League-ploegen.
De koopkracht van de club werd aangewend om speelsters van de nationale ploeg als doelvrouw Karen Bardsley, Jill Scott en Steph Houghton te halen. Toch eindigde de ploeg pas als vijfde, waarna trainer Leigh Wood aan de deur werd gezet. In het tweede seizoen eindigde Man City tweede na een slechte start, dankzij een eindsprint die 37/39 opleverde. In het derde seizoen werd Manchester City kampioen met een straat voorsprong op Chelsea, de tweede wedstrijd tussen beide ploegen bracht City mathematische zekerheid over de titel en werd gespeeld voor een recordaantal van 4096 toeschouwers. Datzelfde seizoen mocht de club voor het eerst een Europese competitie aanvatten: Zvezda 2005 Perm werd met 2-0 en 0-4 verslagen.

### Seizoenen WSL
| Seizoen | Resultaat |
| ------- | --------- |
| 2014    | 5e        |
| 2015    | 2e        |
| 2016    | kampioen  |
| 2017    | 2e        |
| 2017/18 | kampioen  |
| 2018/19 | 2e        |
| 2019/20 | 2e        |

## Erelijst
- FA Women's Super League:
  - Kampioen (1): 2016
- Women's FA Cup:
  - Bekerwinnaar (2): 2019, 2020
- FA Women's League Cup:
  - Bekerwinnaar (3): 2014, 2016, 2019
- FA Women's Premier League Northern Division:
  - Kampioen (1): 2011–12

## Bekende (oud-)Citizens

### Speelsters
- Janine Beckie
- Julie Blakstad
- Laura Blindkilde
- Lucy Bronze
- Kerstin Casparij
- Yui Hasegawa
- Lauren Hemp
- Chloe Kelly
- Carli Lloyd
- Ruby Mace
- Tessel Middag
- Vivianne Miedema
- Esme Morgan
- Leila Ouahabi
- Jess Park
- Ellie Roebuck
- Jill Roord
- Risa Shimizu
- Georgia Stanway
- Keira Walsh
- Tessa Wullaert
- Ayaka Yamashita

### Trainers
- Gareth Taylor